# مارک رابسون
مارک رابسون (انگلیسی: Mark Robson) ‏ (۴ دسامبر ۱۹۱۳–۲۰ ژوئن ۱۹۷۸) یک کارگردان، تهیه‌کننده و تدوین‌گر فیلم اهل کانادا بود

## زندگی
رابسون در ۲۰ ژوئن ۱۹۷۸ در اثر حمله قلبی در لندن از دنیا رفت. او پس از به پایان بردن فیلم قطار سریع‌السیر از دنیا رفت فیلم او یک سال پس از مرگش اکران شد.
ستارهٔ رابسون بر روی پیاده‌روی مشاهیر هالیوود نقش بسته‌است.

## فیلمشناسی

### تدوینگر
- همشهری کین (۱۹۴۱، دستیار تدوین، در فیلم از او نام برده نشد)
- آمبرسون‌های باشکوه (۱۹۴۲، دستیار تدوین، در فیلم از او نام برده نشد)
- Mail Trouble (1942)
- برادر فالکن (۱۹۴۲)
- مردمان گربه‌ای (۱۹۴۲)
- سفر به سوی ترس (۱۹۴۳)
- با یک زامبی راه رفتم (۱۹۴۳)

### کارگردان
- هفتمین قربانی (۱۹۴۳)
- کشتی ارواح (۱۹۴۳)
- جوانی به سرعت می‌رود (۱۹۴۴)
- جزیره مردگان (۱۹۴۵)
- بدلم (۱۹۴۶)
- قهرمان (۱۹۴۹)
- زنان مرزی، ۱۹۴۹
- سرزمین شجاعان (۱۹۴۹)
- دل نادان من (۱۹۴۹)
- لبهٔ نابودی (۱۹۵۰)
- پیروزی درخشان (۱۹۵۱)
- من تو را می‌خواهم (۱۹۵۱)
- بازگشت به بهشت (۱۹۵۳، تهیه‌کننده و کارگردان)
- جهنم زیر صفر (۱۹۵۴)
- Phffft! (۱۹۵۴)
- پل‌های توکو-ری (۱۹۵۵)
- یک جایزهٔ طلایی (۱۹۵۵)
- دادگاه (فیلم) (۱۹۵۵)
- هر چه سخت‌تر به زمین‌می‌خورند (۱۹۵۶)
- کلبهٔ کوچک (۱۹۵۷، تهیه‌کننده و کارگردان)
- پیتون پلیس (فیلم) (۱۹۵۷)
- مسافرخانهٔ ششمین خوشبختی (۱۹۵۸)
- از تراس (۱۹۶۰، تهیه‌کننده و کارگردان)
- بازرس (۱۹۶۲، تهیه‌کننده و کارگردان)
- نه ساعت به راما (۱۹۶۳، تهیه‌کننده و کارگردان)
- جایزه (۱۹۶۳)
- قطار سریع‌السیر فون راین (۱۹۶۵)
- فرمانده گم شده (۱۹۶۶، تهیه‌کننده و کارگردان)
- دره عروسک‌ها (۱۹۶۷، تهیه‌کننده و کارگردان)
- بابا رفته به شکار (تهیه‌کننده و کارگردان، ۱۹۶۹)
- تولدت مبارک واندا جون (۱۹۷۱، تهیه‌کننده و کارگردان)
- لیمبو (فیلم ۱۹۷۲)
- زمین‌لرزه (۱۹۷۴، کارگردان و تهیه‌کننده)
- قطار سریع‌السیر (فیلم) (۱۹۷۹، تهیه‌کننده و کارگردان)